# Dalmácio de Santiago de Compostela
Dalmácio (m. Santiago de Compostela, 1096), foi um monge cluniacense francês, nomeado bispo de Santiago de Compostela em 1094.
O rei Afonso VI de Leão e Castela foi o artífice da sua nomeação (a qual tratara com o seu genro Raimundo de Borgonha). Esta nomeação, aprovada pelo papa Urbano II, visava pôr fim às disputas, entre o papado e os reis, depois da destituição no Concílio de Husilhos (1088) de Diego Páez ao que o Papa tinha desautorizado.
Dalmácio assistiu em 1095 ao concílio de Clermont-Ferrand, conseguindo do papa Urbano II o translado da Sede episcopal de Iria Flávia a Santiago.
Faleceu em Compostela em Março de 1096, sendo Diego Gelmires nomeado regente da sede compostelana, como vigário e finalmente como bispo quatro anos depois, em 1100.